# 賈顕度
賈 顕度（か けんど、生没年不詳）は、中国の北魏の軍人。本貫は中山郡無極県。弟は賈顕智。

## 経歴
賈道監の子として生まれた。はじめ別将となり、薄骨律鎮（現在の寧夏回族自治区銀川市霊武市）を守った。523年、六鎮の乱が起こると、叛乱軍に包囲された。顕度は鎮を守りきることができないとみると、鎮民を率いて黄河に浮いて下った。秀容（現在の山西省朔州市）に到着して、爾朱栄の保護を受けた。まもなく直閤将軍・左中郎将に任じられた。
528年、汲郡太守に任じられ、仮の平東将軍となった。爾朱栄の下で葛栄を撃破し、撫軍将軍・光禄大夫・都督となり、石艾県開国公に封ぜられた。上党王元天穆の下で邢杲を討った。529年、元顥が洛陽に入ると、元天穆とともに黄河を渡り、河内の孝荘帝を支えた。元顥が平定されると、広州刺史・鎮南将軍となり、南兗州刺史に転じた。530年、爾朱栄が死去すると、南朝梁に亡命して厚遇を受けた。
531年、北魏に戻り、衛大将軍・儀同三司・左光禄大夫に任じられ、行済州事をつとめた。高歓が起兵すると、爾朱度律らとともに高歓の進軍をはばんだ。532年、爾朱氏が韓陵の戦いに敗れると、顕度は斛斯椿や賈顕智らとともに河橋に拠り、爾朱氏の誅滅をはかった。孝武帝が即位すると、顕度は尚書左僕射に任じられ、まもなく驃騎大将軍・開府儀同三司・定州大中正の位を加えられた。しばらくして、本官のまま徐州刺史・東道大行台を代行した。534年5月、雍州刺史・西道大行台に転じた。後に関中で没した。

## 伝記資料
- 『魏書』巻80 列伝第68
- 『北史』巻49 列伝第37